# Bergen Challenger
Il Bergen Challenger è stato un torneo professionistico di tennis giocato su campi in sintetico indoor. Faceva parte dell'ATP Challenger Series. Si giocava annualmente a Bergen in Norvegia.

## Albo d'oro

### Singolare
| Anno     | Campione        | Finalista         | Punteggio     |
| -------- | --------------- | ----------------- | ------------- |
| 1990     | Alexander Mronz | Jan Gunnarsson    | 6–4, 6–4      |
| 1989     | Jan Gunnarsson  | Brad Pearce       | 6–3, 7–6      |
| 1988     | Tom Nijssen     | Grant Connell     | 6–3, 6–1      |
| 1987     | Patrik Kühnen   | Grant Connell     | 6–4, 3–6, 7–6 |
| 1986 (2) | Peter Fleming   | Jan Gunnarsson    | 6–4, 6–1      |
| 1986     | Mark Buckley    | Christer Allgårdh | 1–6, 7–6, 6–2 |
| 1985 (2) | Peter Lundgren  | Jan Gunnarsson    | 5–7, 7–6, 7–6 |
| 1985     | Jonas Svensson  | Peter Svensson    | 6–2, 7–6      |

### Doppio
| Anno     | Campioni                      | Finalisti                          | Punteggio     |
| -------- | ----------------------------- | ---------------------------------- | ------------- |
| 1990     | Jeff Brown Anders Järryd      | Charles Beckman Luke Jensen        | 6–3, 7–6      |
| 1989     | Grant Connell Scott Warner    | Rikard Bergh Kelly Jones           | 7–5, 6–4      |
| 1988     | Petr Korda Cyril Suk          | Andrew Castle Tobias Svantesson    | 7–6, 7–6      |
| 1987     | Nduka Odizor Ben Testerman    | Jan Gunnarsson Michael Mortensen   | 6–3, 6–4      |
| 1986 (2) | Kelly Jones David Livingston  | Peter Bastiansen Patrik Kühnen     | 6–7, 7–6, 7–5 |
| 1986     | Christer Allgårdh Gilad Bloom | Stephan Medem Harald Rittersbacher | 6–4, 4–6, 6–4 |
| 1985 (2) | George Kalovelonis John Letts | Peter Carlsson Johan Carlsson      | 7–5, 6–3      |
| 1985     | Peter Svensson Jonas Svensson | Stefan Eriksson Peter Lundgren     | 7–6, 4–6, 6–3 |